# Mitchell Islam
Mitchell Islam (ur. 24 stycznia 1990 w Barrie) – kanadyjski łyżwiarz figurowy, startujący w parach tanecznych z Alexandrą Paul, a następnie trener łyżwiarstwa figurowego. Uczestnik igrzysk olimpijskich (2014), wicemistrz świata juniorów (2010), medalista zawodów z cyklu Challenger Series oraz trzykrotny brązowy medalista mistrzostw Kanady (2011, 2014, 2015).
Jego matka Debbie była mistrzynią Kanady juniorów w konkurencji solistek, a następnie sędzią łyżwiarskim (była w panelu sędziowskim w konkurencji solistów na igrzyskach olimpijskich 2010). Jego ojciec David jest dyrektorem Mariposa School of Skating w Barrie, gdzie Islam i jego partnerka Alexandra Paul zostali członkami kadry trenerskiej po zakończeniu kariery 15 grudnia 2016 roku. 
We wrześniu 2021 roku Paul i Islam wzięli ślub, zaś w październiku 2022 roku na świat przyszedł ich syn Charles. Jego żona Alexandra Paul zginęła w karambolu samochodowym 22 sierpnia 2023 roku w Melancthon, w aucie był również ich 10-miesięczny syn, który nie odniósł poważnych obrażeń.

## Osiągnięcia

### Z Alexandrą Paul

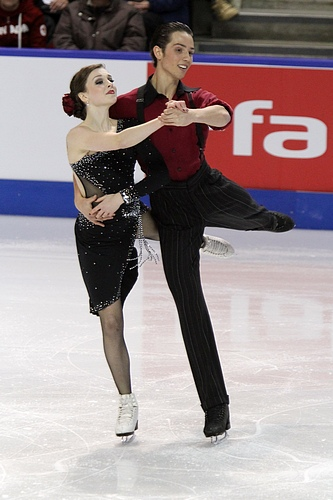
Skate Canada International 2010

| Zawody                                | 09–10          | 10–11          | 11–12          | 12–13          | 13–14          | 14–15          | 15–16          | 16–17          |                |                |                |                |                |                |                |                |                |
| Międzynarodowe                        | Międzynarodowe | Międzynarodowe | Międzynarodowe | Międzynarodowe | Międzynarodowe | Międzynarodowe | Międzynarodowe | Międzynarodowe | Międzynarodowe | Międzynarodowe | Międzynarodowe | Międzynarodowe | Międzynarodowe | Międzynarodowe | Międzynarodowe | Międzynarodowe | Międzynarodowe |
| ------------------------------------- | -------------- | -------------- | -------------- | -------------- | -------------- | -------------- | -------------- | -------------- | -------------- | -------------- | -------------- | -------------- | -------------- | -------------- | -------------- | -------------- | -------------- |
| Zimowe igrzyska olimpijskie           |                |                |                |                | 18             |                |                |                |                |                |                |                |                |                |                |                |                |
| Mistrzostwa świata                    |                |                |                |                | 10             | 13             |                |                |                |                |                |                |                |                |                |                |                |
| Mistrzostwa czterech kontynentów      |                |                | 6              |                |                | 6              |                |                |                |                |                |                |                |                |                |                |                |
| GP Cup of China                       |                |                |                |                |                | 5              |                | WD             |                |                |                |                |                |                |                |                |                |
| GP Skate America                      |                |                | 8              |                |                |                |                |                |                |                |                |                |                |                |                |                |                |
| GP Skate Canada International         |                | 4              |                |                | 5              |                | 6              | 8              |                |                |                |                |                |                |                |                |                |
| GP Trophée Éric Bompard               |                |                |                |                |                | 6              |                |                |                |                |                |                |                |                |                |                |                |
| CS Autumn Classic International       |                |                |                |                |                | 4              |                |                |                |                |                |                |                |                |                |                |                |
| CS Nebelhorn Trophy                   |                |                |                |                |                |                | 2              |                |                |                |                |                |                |                |                |                |                |
| CS U.S. International Classic         |                |                |                |                |                |                |                | 3              |                |                |                |                |                |                |                |                |                |
| Nebelhorn Trophy                      |                |                |                | 5              | 3              |                |                |                |                |                |                |                |                |                |                |                |                |
| U.S. International Classic            |                |                |                | 2              |                |                |                |                |                |                |                |                |                |                |                |                |                |
| Międzynarodowe: Kategorie młodzieżowe |                |                |                |                |                |                |                |                |                |                |                |                |                |                |                |                |                |
| Mistrzostwa świata juniorów           | 2              |                |                |                |                |                |                |                |                |                |                |                |                |                |                |                |                |
| JGP w Polsce                          | 4              |                |                |                |                |                |                |                |                |                |                |                |                |                |                |                |                |
| JGP w Turcji                          | 5              |                |                |                |                |                |                |                |                |                |                |                |                |                |                |                |                |
| Krajowe                               |                |                |                |                |                |                |                |                |                |                |                |                |                |                |                |                |                |
| Mistrzostwa Kanady                    | 1 J            | 3              | 5              | 4              | 3              | 3              | 4              |                |                |                |                |                |                |                |                |                |                |

### Z Joanną Lenko
| Zawody                                | 04–05                                 | 05–06                                 | 06–07                                 | 07–08                                 |                                       |                                       |                                       |                                       |                                       |                                       |                                       |                                       |                                       |                                       |                                       |                                       |                                       |
| Międzynarodowe: Kategorie młodzieżowe | Międzynarodowe: Kategorie młodzieżowe | Międzynarodowe: Kategorie młodzieżowe | Międzynarodowe: Kategorie młodzieżowe | Międzynarodowe: Kategorie młodzieżowe | Międzynarodowe: Kategorie młodzieżowe | Międzynarodowe: Kategorie młodzieżowe | Międzynarodowe: Kategorie młodzieżowe | Międzynarodowe: Kategorie młodzieżowe | Międzynarodowe: Kategorie młodzieżowe | Międzynarodowe: Kategorie młodzieżowe | Międzynarodowe: Kategorie młodzieżowe | Międzynarodowe: Kategorie młodzieżowe | Międzynarodowe: Kategorie młodzieżowe | Międzynarodowe: Kategorie młodzieżowe | Międzynarodowe: Kategorie młodzieżowe | Międzynarodowe: Kategorie młodzieżowe | Międzynarodowe: Kategorie młodzieżowe |
| ------------------------------------- | ------------------------------------- | ------------------------------------- | ------------------------------------- | ------------------------------------- | ------------------------------------- | ------------------------------------- | ------------------------------------- | ------------------------------------- | ------------------------------------- | ------------------------------------- | ------------------------------------- | ------------------------------------- | ------------------------------------- | ------------------------------------- | ------------------------------------- | ------------------------------------- | ------------------------------------- |
| Mistrzostwa świata juniorów           |                                       |                                       | WD                                    | WD                                    |                                       |                                       |                                       |                                       |                                       |                                       |                                       |                                       |                                       |                                       |                                       |                                       |                                       |
| JGP Finał                             |                                       |                                       |                                       | WD                                    |                                       |                                       |                                       |                                       |                                       |                                       |                                       |                                       |                                       |                                       |                                       |                                       |                                       |
| JGP w Estonii                         |                                       | 9                                     |                                       | 3                                     |                                       |                                       |                                       |                                       |                                       |                                       |                                       |                                       |                                       |                                       |                                       |                                       |                                       |
| JGP w Holandii                        |                                       |                                       | 5                                     |                                       |                                       |                                       |                                       |                                       |                                       |                                       |                                       |                                       |                                       |                                       |                                       |                                       |                                       |
| JGP w Stanach Zjednoczonych           |                                       |                                       |                                       | 2                                     |                                       |                                       |                                       |                                       |                                       |                                       |                                       |                                       |                                       |                                       |                                       |                                       |                                       |
| JGP na Węgrzech                       |                                       |                                       | 2                                     |                                       |                                       |                                       |                                       |                                       |                                       |                                       |                                       |                                       |                                       |                                       |                                       |                                       |                                       |
| Krajowe                               |                                       |                                       |                                       |                                       |                                       |                                       |                                       |                                       |                                       |                                       |                                       |                                       |                                       |                                       |                                       |                                       |                                       |
| Mistrzostwa Kanady                    | 2 N                                   | 4 J                                   | 2 J                                   | WD                                    |                                       |                                       |                                       |                                       |                                       |                                       |                                       |                                       |                                       |                                       |                                       |                                       |                                       |